# Tobias Kammerlander
Tobias Kammerlander (né le 25 mars 1986) est un spécialiste autrichien du combiné nordique en activité. Il fait ses débuts en Coupe du monde en décembre 2008 à Oberhof et a obtenu un podium en relais en Allemagne en 2010.

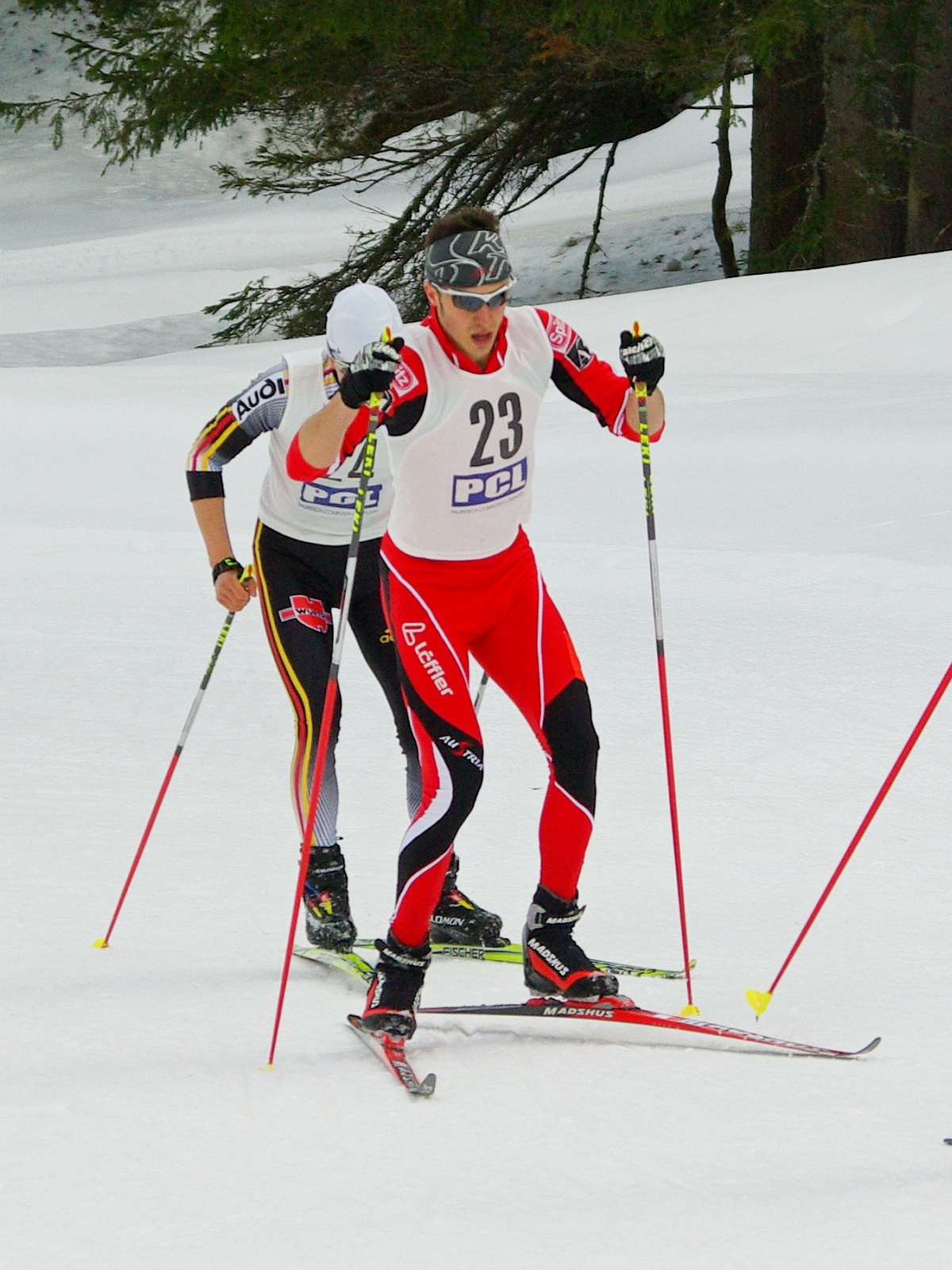
Tobias Kammerlander, Eisenerz 2008

## Palmarès

### Coupe du monde
- Meilleur classement général : 34e en 2011.
- Meilleur résultat individuel : 9e.
- 1 podium par équipe : 1 troisième place (2010).

#### Différents classements en Coupe du monde
| Année     | Classement général final |
| 2008-2009 | 41e                      |
| 2009-2010 | 59e                      |
| 2010-2011 | 34e                      |
| 2011-2012 | 55e                      |
| 2012-2013 | 45e                      |
| 2013-2014 | 43e                      |
| 2014-2015 | 68e                      |

### Championnats du monde juniors
- Médaille d'argent de l'épreuve par équipe 4 x 5 km à Kranj en 2006.